# Mask (filme)
Mask (no Brasil, Marcas do Destino; em Portugal, Máscara) é um filme estadunidense de 1985 do gênero drama biográfico dirigido por Peter Bogdanovich e estrelado por Eric Stoltz, Cher e Sam Elliott, com participações de Dennis Burkley, Laura Dern, Estelle Getty e Richard Dysart.
O filme é baseado na história real de Roy L. "Rocky" Dennis, um menino estadunidense que possuía displasia craniodiafisária, uma doença extremamente rara que faz com que o cálcio se acumule excessivamente no crânio causando alargamentos anormais e desfigurantes na cabeça de Rocky.
Mask foi bem recebido pela crítica especializada. Por sua atuação como Rusty, a mãe de Rocky, Cher recebeu o prêmio de melhor interpretação feminina no Festival de Cinema de Cannes de 1985, enquanto ela e Stoltz foram indicados ao Globo de Ouro por suas respectivas performances. O filme recebeu um Óscar de melhor maquiagem na cerimônia de 1986.

## Enredo
Em Azusa, Califórnia, no ano de 1978, Roy L. "Rocky" Dennis, que tem displasia craniodiafisária, é aceito sem questionamentos por aqueles que o conhecem e o amam: os namorados de sua mãe motociclista, especialmente Gar; sua "família extensa de motociclistas"; e seus avós maternos, que compartilham seu amor por colecionar cartões de beisebol. No entanto, muitos outros não conseguem ver sua humanidade, inteligência e humor e, portanto, respondem à sua aparência incomum com medo, pena, estranheza e incerteza. A mãe de Rocky, Florence "Rusty" Dennis, está determinada a dar a Rocky uma vida mais normal possível, apesar de seus próprios modos selvagens por fazer parte da gangue de motoqueiros Turks, bem como de seu relacionamento tenso com seus pais. Ela luta pela inclusão de Rocky em uma escola secundária regular e enfrenta um diretor que prefere relegá-lo a uma educação especial escolar, apesar de sua condição não afetar sua inteligência. Mãe e filho então vão ao médico para o exame semestral de Rocky, onde Rocky afirma estar se sentindo bem, apesar das contínuas dores de cabeça que sua mãe faz melhorar conversando com seu filho sem a utilização de medicamento algum. Um médico novato diz a Rusty que Rocky provavelmente não viverá por mais de seis meses; Rusty zomba dessa afirmação, já que os médicos já haviam feito previsões fracassadas de que Rocky ficaria cego e sofreria de outras doenças.[carece de fontes?]
Rocky continua tendo sucesso na escola. Ele ganha amigos ajudando um colega a lembrar a combinação de seu armário. Usando humor quando confrontado com um silêncio constrangedor durante a chamada, Rocky apenas repete a fala do novo aluno anterior, "Uau, muito obrigado"; a classe se vira para brincar e rir com Rocky. Ele entretém sua aula de história, apresentando uma versão da história do Cavalo de Troia e contando o motivo da guerra homônima para seu professor. Superando gradativamente a discriminação e dando aulas particulares a seus colegas de classe cobrando três dólares por hora, o diretor pede a Rocky que aceite um emprego como auxiliar de aconselhamento no Camp Bloomfield, um acampamento de verão para crianças cegas. Inseguro, ele recusa o convite, mas diz que vai pensar a respeito.[carece de fontes?]
Rocky diz à mãe que precisa de um terno para ir à formatura. Ele é presenteado com um terno comprado através de uma vaquinha feita pela gangue dos Turks. Em sua formatura no ensino fundamental, Rocky leva para casa prêmios de desempenho acadêmico em matemática, história e ciências. O motoqueiro Dozer, que adora Rocky e gagueja, diz a Rocky que está orgulhoso das conquistas do garoto.[carece de fontes?]
Após uma visita dos avós de Rocky, onde o avô de Rocky continuamente desdenha sua própria filha Rusty, eles levam Rocky para um jogo de beisebol. Eles voltam para encontrar Rusty quase dopada por uso excessivo de drogas. Depois disso, Rocky sente a necessidade de se afastar de sua mãe, para ajudá-la a quebrar o vício das drogas e aceita o trabalho como auxiliar no acampamento.[carece de fontes?]
No acampamento, Rocky se apaixona por Diana Adams, uma garota cega que não consegue ver seu crânio deformado e fica encantada com a bondade e compaixão de Rocky. Rocky usa sua inteligência para explicar a Diana palavras como "ondulado", "nuvens", "vermelho" e "verde" usando bolas de algodão como uma visão palpável de "nuvens onduladas", uma rocha quente para explicar o que é as cores vermelha e rosa, e uma pedra congelada para explicar a cor azul. Diana apresenta Rocky a seus pais, que ficam desanimados com a aparência de Rocky e não querem que Diana passe muito tempo com ele.[carece de fontes?]
Após voltar do acampamento para Azusa, Rocky enfrenta a dor da separação das duas pessoas de quem se sentia mais próximo. Seu sonho de uma viagem de moto pela Europa desmorona quando seu melhor amigo Ben, que deveria acompanhá-lo, diz que ele está abandonando a escola e voltando para Michigan, sua cidade-natal, para nunca mais voltar; isso leva Rocky a repreender Ben e chamá-lo de "estúpido". No entanto, Rocky se sente melhor depois de fazer uma pequena viagem de ônibus sozinho para visitar Diana na cidade vizinha de San Marino. Ao compartilharem um momento romântico, Diana diz a Rocky que sua mãe a impediu de receber suas mensagens telefônicas; ela também revela que está indo embora imediatamente para uma escola particular para cegos e não pode ficar com ele. De volta à Azusa, Rocky passa frequentar o ensino médio, sem nenhum de seus amigos estudando mais na escola; ao se defender de uma provocação por conta de sua deformação facial, Rocky responde a um menino empurrando-o contra um armário e chamando-o de filho da mãe.[carece de fontes?]
Uma noite, quando a gangue de motoqueiros está visitando Rocky e sua mãe, o garoto se queixa de uma forte dor de cabeça e silenciosamente se retira para seu quarto para descansar, não antes de remover as tachinhas que marcava seus planos de viagem de seu mapa da Europa na parede e vai para a cama. Na manhã seguinte, Rusty tenta acordar Rocky para ele ir à escola e descobre que ele está morto na cama; Rusty, no mesmo instante, tem um acesso de raiva e tristeza quando percebe que seu filho morreu. Depois de destruir a cozinha desolada, Rusty lamenta a morte de Rocky e conclui que seu filho "agora pode ir a qualquer lugar que quiser", enquanto ela repões as tachinhas de volta no mapa da Europa de Rocky.[carece de fontes?]
O filme termina com Rusty, Gar e Dozer visitando seu túmulo, deixando flores e alguns cartões de beisebol ao lado de sua lápide e uma narração do próprio Rocky, que recita o poema que havia escrito para a aula de inglês e que o garoto havia mostrado para sua mãe previamente num momento do filme.[carece de fontes?]

## Elenco
- Eric Stoltz como Roy L. "Rocky" Dennis, um garoto com displasia craniodiafisária. A maquiagem do rosto do personagem foi fornecida por Michael Westmore e Zoltan Elek.
- Cher como Florence "Rusty" Dennis, a mãe de Rocky, membro da gangue de motociclistas Turks.
- Sam Elliott como Gar, um membro dos Turks que atua como uma figura paterna e ocasional pacificador durante as brigas de Rocky e Rusty.[4]
- Estelle Getty como Evelyn Steinberg, a mãe de Rusty e avó de Rocky.
- Richard Dysart como Abe Steinberg, pai de Rusty e avô de Rocky. Durante sua visita à casa de Rocky e Rusty, Abe desdenha sua própria filha por conta de sua vida como membro de uma gangue de motociclistas e usuária de drogas.
- Laura Dern como Diana Adams, uma garota cega que se torna o interesse amoroso de Rocky no acampamento de verão.
- Micole Mercurio como Babe, amiga de Rusty e mãe de Ben, também é membro dos Turks.
- Harry Carey Jr. como Red, um dos motociclistas membros dos Turks.
- Dennis Burkley como Dozer, um dos motociclistas membros dos Turks que sofre de gagueira.
- Lawrence Monoson como Ben, o melhor amigo de Rocky e filho de Babe.
- Ben Piazza como Sr. Simms, um dos superiores da escola que convida Rocky para o cargo de auxiliar no acampamento.
- L. Craig King como Eric, como um dos amigos da escola de Rocky, sempre anda ao lado de Lisa no colégio.
- Alexandra Powers como Lisa, amiga de Eric no colégio de Rocky.
- Kelly Jo Minter como Lorrie, uma prostituta que a mãe de Rocky contrata para que ela faça um programa com ele.

## Produção
Rusty Dennis, a mãe do verdadeiro "Rocky" Dennis, vendeu os direitos da história de vida de Rocky por quinze mil dólares e utilizou a maior parte do lucro para pagar as contas médicas de seu filho Joshua, que estava se submetendo a tratamentos da AIDS. Originalmente, ela esperava que o filme se concentrasse mais na vida e na personalidade intrépida de Rocky, em vez de dar igual ênfase à sua própria vida. Ela aprovou o filme final, elogiando a encenação de Cher, afirmando: "Cher retratou muito bem a forma como eu sou. Sempre pensei que era perfeitamente normal e que o resto do mundo é que estava louco".
Em 1984, as cenas do acampamento para o filme foram filmadas no acampamento Bloomfield. Os campistas e a equipe tiveram uma prévia do filme finalizada nos estúdios da Universal em fevereiro de 1985.
O diretor Peter Bogdanovich originalmente pretendia usar várias canções de Bruce Springsteen, que era o cantor favorito de Rocky Dennis na vida real. Mas, devido a um impasse entre a Universal e a gravadora de Springsteen, a Columbia Records, as canções foram retiradas do filme e substituídas por canções de Bob Seger para o lançamento nos cinemas. Bogdanovich processou a Universal em US$ 19 milhões, alegando que o estúdio havia trocado as músicas sem sua aprovação, violando seu acordo de privilégio dos cortes finais. As canções de Springsteen foram, anos depois, recolocadas no filme para o seu lançamento em DVD em 2004.

## Recepção

### Resposta da crítica
Mask foi bem recebido pelos críticos de cinema. Em julho de 2020, o filme obteve 93% de aprovação no agregador de críticas Rotten Tomatoes, com base em 28 comentários e com uma classificação média de 7,5/10.
O crítico Roger Ebert descreveu o filme como "maravilhoso, com uma história de alto astral, esperança e coragem", elogiando o desempenho de Eric Stoltz e afirmando que a atuação de Cher originou "uma das personagens mais interessantes do cinema em muito tempo". Gene Siskel descreveu Mask como "excelente" e também destacou o retrato de Rusty por Cher como o coração do filme, mas criticou a campanha de marketing do filme que manteve o rosto de Stoltz em segredo alegando que as propagandas para o filme pareciam promover um filme de terror em vez de uma história de drama. Doloros Barclay da Associated Press declarou que Mask foi "dirigido com grande sensibilidade por Peter Bogdanovich" e carregado pelas performances de Cher e Stoltz, mas acreditava que a representação dos amigos motoqueiros de Rusty era "talvez um pouco higienizada demais para ser crível".

### Desempenho comercial
Mask arrecadou um total doméstico de US$ 48.230.162 contra um orçamento estimado de US$ 7,5 milhões, tornando-se um sucesso comercial.

## Prêmios e honrarias
Michael Westmore e Zoltan Elek ganharam o Óscar de melhor maquiagem pelo seu trabalho no filme, que se concentrou na concepção do rosto deformado de Rocky.
O filme foi indicado pelo American Film Institute para integrar a lista dos cem filmes estadunidenses mais inspiradores em 2006, mas acabou não sendo incluído na lista final.